# Iznalloz
Iznalloz er en by og kommune i det sydøstlige Spanien i provinsen Granada. Den har et indbyggertal på 5.154 (2024) indbyggere.